# Olympische Sommerspiele 2012/Kanu – Zweier-Kajak 1000 Meter (Männer)
Der Kanuwettbewerb im Zweier-Kajak 1000 Meter der Männer bei den Olympischen Spielen 2012 in London wurde am 6. und 8. August 2012 auf dem Dorney Lake ausgetragen. 24 Athleten nahmen teil. 
Der Wettbewerb begann mit zwei Vorläufen, bei denen sich die jeweiligen Gewinner direkt für das Finale A qualifizierten. Die übrigen Kanuten erhielten eine weitere Chance im Halbfinale, in dem sich aus beiden Läufen die ersten drei Boote für das Finale A qualifizierten, während die übrigen Boote im Finale B an den Start gingen, wo um die Plätze 9 bis 12 gefahren wurde.

## Titelträger
| Olympiasieger | Andreas Ihle / Martin Hollstein | Peking 2008 |
| Weltmeister   | Peter Gelle / Erik Vlček        | Szeged 2011 |

## Zeitplan
- Vorläufe: 6. August 2012, 10:18 Uhr (Ortszeit)
- Halbfinale: 6. August 2012, 11:30 Uhr (Ortszeit)
- Finale: 8. August 2012, 10:16 Uhr (Ortszeit)

## Vorläufe

### Lauf 1
| Platz | Kanute                                    | Nation      | Zeit (min) |
| ----- | ----------------------------------------- | ----------- | ---------- |
| 1     | Martin Hollstein / Andreas Ihle           | Deutschland | 3:15,263   |
| 2     | David Smith / Ken Wallace                 | Australien  | 3:19,073   |
| 3     | Peter Gelle / Erik Vlček                  | Slowakei    | 3:19,571   |
| 4     | Olivier Cauwenbergh / Laurens Pannecoucke | Belgien     | 3:24,304   |
| 5     | Alexei Dergunow / Jewgeni Alexejew        | Kasachstan  | 3:32,176   |
| 6     | Ryan Cochrane / Hugues Fournel            | Kanada      | 3:55,748   |

### Lauf 2
| Platz | Kanute                              | Nation     | Zeit (min) |
| ----- | ----------------------------------- | ---------- | ---------- |
| 1     | Rudolf Dombi / Roland Kökény        | Ungarn     | 3:11,393   |
| 2     | Fernando Pimenta / Emanuel Silva    | Portugal   | 3:13,710   |
| 3     | Markus Oscarsson / Henrik Nilsson   | Schweden   | 3:16,590   |
| 4     | Darryl Fitzgerald / Steven Ferguson | Neuseeland | 3:16,608   |
| 5     | Kim Wraae Knudsen / Emil Stær       | Dänemark   | 3:17,020   |
| 6     | Ilja Medwedew / Anton Rjachow       | Russland   | 3:21,086   |

## Halbfinale

### Lauf 1
| Platz | Kanute                              | Nation     | Zeit (min) |
| ----- | ----------------------------------- | ---------- | ---------- |
| 1     | Markus Oscarsson / Henrik Nilsson   | Schweden   | 3:13,125   |
| 2     | David Smith / Ken Wallace           | Australien | 3:13,239   |
| 3     | Darryl Fitzgerald / Steven Ferguson | Neuseeland | 3:15,307   |
| 4     | Alexei Dergunow / Jewgeni Alexejew  | Kasachstan | 3:17,788   |
| 5     | Ryan Cochrane / Hugues Fournel      | Kanada     | 3:29,819   |

### Lauf 2
| Platz | Kanute                                    | Nation   | Zeit (min) |
| ----- | ----------------------------------------- | -------- | ---------- |
| 1     | Peter Gelle / Erik Vlček                  | Slowakei | 3:12,690   |
| 2     | Ilja Medwedew / Anton Rjachow             | Russland | 3:12,901   |
| 3     | Fernando Pimenta / Emanuel Silva          | Portugal | 3:14,017   |
| 4     | Kim Wraae Knudsen / Emil Stær             | Dänemark | 3:15,580   |
| 5     | Olivier Cauwenbergh / Laurens Pannecoucke | Belgien  | 3:15,655   |

## Finale

### Finale B
Anmerkung: Gefahren wurde hier um die Plätze neun bis zwölf, das heißt, die Sieger des B-Finales aus Dänemark wurden insgesamt Neunter usw.
| Platz | Kanute                                    | Nation     | Zeit (min) |
| ----- | ----------------------------------------- | ---------- | ---------- |
| 1     | Kim Wraae Knudsen / Emil Stær             | Dänemark   | 3:12,820   |
| 2     | Olivier Cauwenbergh / Laurens Pannecoucke | Belgien    | 3:13,298   |
| 3     | Alexei Dergunow / Jewgeni Alexejew        | Kasachstan | 3:14,867   |
| 4     | Ryan Cochrane / Hugues Fournel            | Kanada     | 3:18,550   |

### Finale A
| Platz | Kanute                              | Nation      | Zeit (min) |
| ----- | ----------------------------------- | ----------- | ---------- |
| 1     | Rudolf Dombi / Roland Kökény        | Ungarn      | 3:09,646   |
| 2     | Fernando Pimenta / Emanuel Silva    | Portugal    | 3:09,699   |
| 3     | Martin Hollstein / Andreas Ihle     | Deutschland | 3:10,117   |
| 4     | David Smith / Ken Wallace           | Australien  | 3:11,456   |
| 5     | Markus Oscarsson / Henrik Nilsson   | Schweden    | 3:11,803   |
| 6     | Ilja Medwedew / Anton Rjachow       | Russland    | 3:12,047   |
| 7     | Darryl Fitzgerald / Steven Ferguson | Neuseeland  | 3:12,117   |
| 8     | Peter Gelle / Erik Vlček            | Slowakei    | 3:12,519   |